# Radio Valentín Letelier
Radio Valentín Letelier (RVL) es una estación radial chilena ubicada en el 97.3 MHz del dial FM en el Gran Valparaíso, perteneciente a la Universidad de Valparaíso. Funciona en la Sala Musicámara, ubicada en el Centro de Extensión de la Universidad, en la calle Errázuriz en el Plan de Valparaíso, compartiendo así dependencias con la Sala El Farol y la Sala Rubén Darío. Desde sus inicios, el sello programático de esta radio ha girado en torno a la investigación, la comunidad, las actividades culturales y la grabación de bandas chilenas emergentes.

## Historia
La radio fue fundada el 16 de noviembre de 1961 por el profesor Victorio Pescio Vargas, director de la Escuela de Derecho de la Universidad de Chile, sede Valparaíso. Fue bautizada así en honor a Valentín Letelier, rector de dicha universidad entre 1906 y 1913.
Su primer radiocontrolador y el primero en hablar a través de su frecuencia fue Jorge Aravena. Entre 1964 y 1973 su director fue Hugo Muñoz. En los años 1960 la radió colaboró con la difusión de bandas como Los Jaivas o Tiemponuevo, e incluso grabó registros de Víctor Jara, Quilapayún y Violeta Parra.
Tras el Golpe de Estado en Chile de 1973, varios trabajadores resultaron detenidos y las instalaciones de la radioemisora pasaron a manos de golpistas, quienes a través de destrozos y saqueos, hicieron desaparecer diversos registros, como la transmisión del último Festival de Viña del Mar, en el cual, Radio Valentín Letelier se había convertido en la primera y única radioemisora universitaria en transmitir el certamen.
El 12 de febrero de 1981 se formó la Universidad de Valparaíso, independizándose como sede regional de la Universidad de Chile. Entonces la radio pasó a ser administrada por la Dirección de Extensión y Comunicaciones de la Universidad de Valparaíso.